# Allantus melanarius

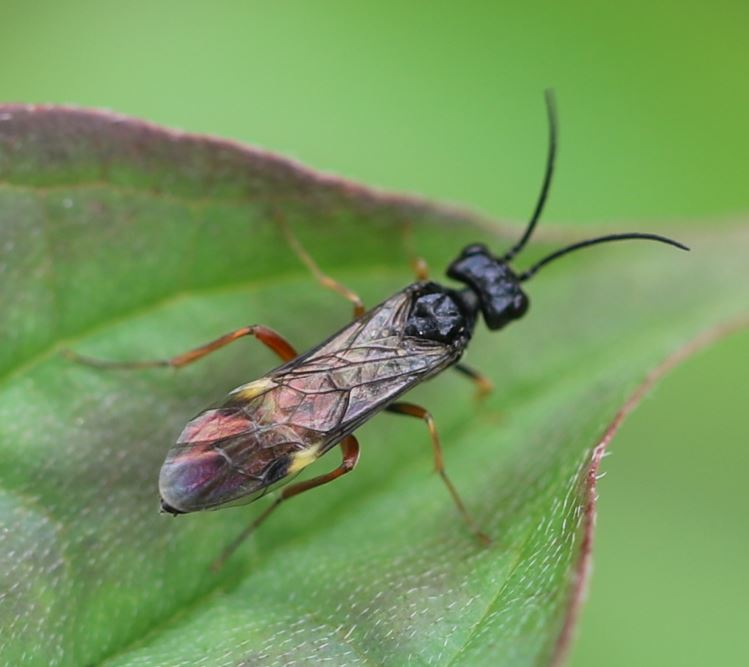

Allantus melanarius, Syn.: Emphytus melanarius, ist eine Pflanzenwespe aus der Familie der Echten Blattwespen (Tenthredinidae). Die Art wurde im Jahr 1814 von Johann Christoph Friedrich Klug als Tenthredo melanaria erstbeschrieben.

## Merkmale
Die Blattwespen erreichen eine Länge von etwa 8–11 mm. Sie besitzen einen schwarzen Körper. Clypeus und Schildchen sind glänzend. Die Beine sind überwiegend rotbraun gefärbt. Die Basis der vorderen Femora ist verdunkelt. Die Coxae sind weißlich. Die transparenten Vorderflügel weisen ein charakteristisches Pterostigma auf. Dessen basale Hälfte ist creme-farben, die apikale Hälfte schwarz.

## Verbreitung
Die Art ist in Mittel- und Südosteuropa weit verbreitet. Im Norden reicht das Vorkommen bis nach England und Dänemark. In England gilt die Art als selten, in Deutschland als ungefährdet.

## Lebensweise
Die Afterraupen fressen an den Blättern verschiedener Hartriegel (Cornus), darunter Roter Hartriegel (Cornus sanguinea), Tatarischer Hartriegel (Cornus alba) und Kornelkirsche (Cornus mas). Die Imagines beobachtet man von Mai bis August, hauptsächlich an Stellen, wo die Larvennahrungspflanzen wachsen. 